# Robert Nivelle
Robert Georges Nivelle, född 1856, död 1924 var en fransk militär verksam under första världskriget; divisionsgeneral 1915, överbefälhavare på västfronten december 1916-15 maj 1917.
Nivelle blev officer vid artilleriet 1878. Han deltog i expeditionen till Kina 1900, blev överste 1911 och var vid första världskrigets utbrott regementschef. Han befordrades i samband med detta till brigadgeneral och blev i oktober 1914 chef för 29:e infanteribrigaden vid Aisne, i januari 1915 infanterifördelningschef och i december 1915 chef för 3:e armékåren vid Somme och i maj 1916 chef för 2:a armén vid Verdun, vilken han ledde under den stora höstoffensiven 1916.
Nivelle var artilleriexpert och fick en stor del av äran för den franska motoffensiven i senare delen av slaget vid Verdun. Han menade sig kunna bryta igenom de tyska linjerna med sin rullande artilleritaktik. Det vill säga att infanteriet avancerar strax bakom artillerielden som långsamt förflyttar sig framåt. Detta lockade den franska regeringen som 3 december 1916 utsåg Nivelle att efterträda Joffre som fransk överbefälhavare. Nivelles plan gick ut på att innesluta de tyska trupperna i frontutbuktningen mellan Arras och Reims genom ett samtidigt brittisk anfall i Arras och ett franskt storanfall på den starka tyska ställningen längs Chemin des dames, norr om Aisne. I mitten på mars 1917 drog sig dock tyskarna tillbaka från utbuktningen till Hindenburglinjen. Nivelle fortsatte trots detta planeringen. Offensiven i april 1917 körde dock omedelbart fast. Nivelle fortsatte att skicka in mer trupper vilket resulterade i att en stor del av de franska trupperna vägrade anfalla. Nivelle ersattes 15 maj 1917 av Pétain, som förbättrade soldaternas förhållanden och återställde ordningen.
Han återinträdde dock i tjänst i december 1917 som chef för 19:e armékåren och blev ledamot av högsta krigsrådet 1920.

## Utmärkelser
- Kommendör av Hederslegionen,  10 april 1915[6]
- Storofficer av Hederslegionen,  1916[6]
- Storkors av Hederslegionen,  28 december 1920[6]
- Médaille militaire,  1921[6]
- Sankt Annas orden, tredje klass[6]
- Georgskorset, fjärde klass[6]
- Guldmedalj för militär tapperhet[6]
- Heliga skattens orden, 5:e graden[6]
- Andra graden av Mikael den tappres orden[6]
- Kommendör av Annamitiska drakorden[6]
- Riddare med storkors av Savojens militärorden[6]
- Storkors av Vita örns orden[6]
- Distinguished Service Order[6]
- Distinguished Service Medal[6]
- Croix de guerre 1914–1918 (Belgium)[6]
- Croix de guerre 1914–1918[6]
- Croix de guerre[6]
- Officer av Hederslegionen[6]
- Storkors av Bathorden[6]
- Minnesmedalj för kriget 1914–1918[6]
- Tjeckiska Segermedaljen[6]
- Storkors av Leopoldorden[6]
- Riddare av Hederslegionen[6]

[Redigera Wikidata]